# Boquila
Boquila,  es un género monotipo que comprende a una especie de enredadera, perteneciente a la familia Lardizabalaceae. Su especie tipo es Boquila trifoliata (Lardizabala trifoliolata DC., 1817). 
El nombre vulgar es "bejuco sudamericano", nombre que comparte con el género Lardizabala Ruiz & Pav. 1794.

## Descripción
Con las caracteres generales de la familia Lardizabalaceae.
Es una enredadera leñosa, voluble de sentido horario, perennifolia, con pelos uniseriados. Las hojas pinnadamente trifolioladas, sin estípulas. La planta es dioica, a veces monoica. Pedúnculos trifloros, pedicelos sin brácteas. Tiene las  flores blancas. Sépalos 6, petaloides, imbricados; pétalos 6, menudos; estambres 6, monadelfos; gineceo con 3 carpelos, con pocos óvulos biseriados. El  fruto en agregado de bayas subglobosas, pequeñasbaya de color azul oscuro, con parte del estigma persistente. Semillas 1-5, ovadas.
Es capaz de mimetismo, imitando la forma de las hojas de las plantas sobre las que crece.

## Ecología
Crece entre los 0-1700 m s. n. m. de altitud.

## Distribución
El género se distribuye por el centro y sur de Chile (regiones VII a X) y la Argentina colindante.

## Usos
Como planta ornamental. Los tallos se usan en cestería y para amarras. Frutas comestibles.

## Taxonomía
Boquila trifoliolata fue descrita originalmente por Augustin Pyrame de Candolle en 1817 y  atribuida posteriormente al généro Boquila por Joseph Decaisne y publicado en Annales des Sciences Naturelles; Botanique, série 2, n.º 12, p. 103, en el año 1839.
sinonimia
- Boquila discolor (Kunze ex Poepp. & Endl.) Decne.
- Dolichos funarius Molina
- Lardizabala funaria (Molina) Looser
- Lardizabala trifoliata Ruiz & Pav.
- Lardizabala trifoliolata DC.[3]

## Táxones específicos incluidos
El género incluye una única especie, llamada comúnmente boquil blanco, cogul de Chile, pipilboquil, pilpilvoqui, voqui blanco o voqui pilpil: